# 沙伊德格山 (蘇黎世州)
47°18′34″N 8°56′33″E / 47.30944°N 8.94250°E

沙伊德格山（Scheidegg），是瑞士的山峰，位於該國北部，由蘇黎世州負責管轄，距離赫希漢德山2公里，該山峰海拔高度1,228米，每年平均降雨量1,869毫米。